# Formignana

Formignana (Furmgnàna en dialecte de Ferrare) est une commune italienne de la province de Ferrare dans la région Émilie-Romagne en Italie.

## Géographie
Situé à une altitude qui varie de 1 à 9 mètres, le territoire de la commune est délimité par Copparo au nord, Tresigallo au sud, Jolanda di Savoia à l’est et Ferrare à 20 km à l’ouest. Formignana est traversé par la route provinciale SP4 et les SP33 et SP20.
Grandes villes proches :
- Bologne 60 km au nord-est
- Ferrare 20 km à l’ouest.

## Histoire
L’existence de Formignana est attestée dans un document du pape Adrien II de l’an 870, par lequel il reconnaissait aux frères Firmignanus la possession des terres de la Corte Forminiana.

À l’origine les terres, d’une superficie plus ample qu’actuellement, furent l’objet de différends entre les églises de Ferrare et de Ravenne jusqu’au passage à la Maison d'Este en 1251.

Du Risorgimento (Unité italienne) jusqu’en 1908, Formignana faisait partie de la commune de Copparo de laquelle elle se détacha pour devenir une commune autonome, comme les autres communes de Ro, Berra et Jolanda di Savoia.

Ensuite en 1961, Tresigallo, alors hameau de Formignana, devient commune autonome.

## Administration
| Période                                  | Période  | Identité      | Étiquette            | Qualité |
| ---------------------------------------- | -------- | ------------- | -------------------- | ------- |
| 16/05/2011                               | En cours | Marco Ferrari | Liste civique et PCI |         |
| Les données manquantes sont à compléter. |          |               |                      |         |

### Hameaux
Brazzolo

### Communes limitrophes
Copparo, Ferrare, Jolanda di Savoia, Tresigallo

## Population

### Évolution de la population en janvier de chaque année
| 1861  | 1901  | 1921  | 1951  | 1961  | 1971  | 1981  | 1991  | 2001  |
| ----- | ----- | ----- | ----- | ----- | ----- | ----- | ----- | ----- |
| 2 013 | 2 942 | 3 551 | 3 745 | 3 128 | 2 763 | 2 853 | 2 906 | 2 840 |

| 2011  | - | - | - | - | - | - | - | - |
| ----- | - | - | - | - | - | - | - | - |
| 2 809 | - | - | - | - | - | - | - | - |

## Personnalités liées à Formignana
- Goffredo Stabellini, footballeur

## Sources
- (it) Cet article est partiellement ou en totalité issu de l’article de Wikipédia en italien intitulé « Formignana » (voir la liste des auteurs) le 22/09/2012.

## Note
1. ↑  (it) Popolazione residente e bilancio demografico sur le site de l'ISTAT.